# Troglochaetus beranecki
Troglochaetus beranecki ist eine im Grundwasser lebende kleine Art der Vielborster oder Polychäten. Es ist die einzige im Süßwasser lebende Art ihrer Familie und einer von weltweit nur wenigen süßwasserlebenden Vertretern der weit überwiegend marinen (im Meer lebenden) Polychäten. Er gehört zu den „Archiannelida“ oder „Urringelwürmern“, einer Gruppe von kleinen Vertretern mit einfachem Körperbau, deren systematische Stellung unsicher ist. Als einziger dort lebender Vertreter seiner Verwandtschaft wird er beim Auftreten im Grundwasser manchmal einfach als „Urringelwurm“ bezeichnet.

## Beschreibung
Der weißlich-durchscheinend gefärbte Ringelwurm erreicht eine Körperlänge von etwa 0,6 bis 0,7 Millimetern. Sein Körper besteht aus acht Segmenten. Am vorderen Segment sitzt ein Kopflappen oder Prostomium, der zwei sehr auffallende keulenförmige Taster oder Palpen trägt. Am Hinterrand des Prostomium sitzen auf der Rückenseite zwei sog. Nuchalorgane, bewimperte Grübchen, die vermutlich als Sinnesorgane dienen. Im Gegensatz zu den meisten verwandten Arten fehlen Antennen. Alle Körpersegmente tragen recht kurze Parapodien, zweilappig ausgebildete, beinartige Fortsätze, diese besitzen zwei Bündel von langen, auffallenden Borsten (Setae), außer dem ersten mit nur einem Bündel. Die sehr dünnen Borsten sind länger als der Körperdurchmesser. Da die Kutikula nur dünn und flexibel ist, wirkt der Wurm weichhäutig. Am hintersten Körperabschnitt, dem Pygidium, sitzen zwei kleine begeißelte, lappenförmige Anhänge.
Troglochaetus ist ein hermaphroditischer Zwitter, d. h. die Individuen besitzen sowohl männliche wie auch weibliche Keimdrüsen. Das einzige Paar Spermiodukte besitzt Öffnungen im sechsten, die Ovidukte im achten Körpersegment. Die Befruchtung erfolgt extern. Aus den befruchteten Eiern entwickelt sich die neue Generation in direkter Entwicklung, ohne Larvenstadien. Reife Eier erreichen etwa 100 Mikrometer Länge, sie werden im Ovidukt vermutlich durch klein bleibende, und später resorbierte, überzählige Eier miternährt.
Bei allen Nerillidae besitzt die innere Leibeshöhle, das als Hydroskelett wirkende Coelom, keine Auskleidung durch ein Epithel. Ob bei der Art ein Blutgefäßsystem vorhanden ist, ist unbekannt, vermutlich ist es fehlend. Als Ausscheidungsorgane sind Protonephridien vorhanden.

## Ökologie und Lebensweise
Troglochaetus beranecki ist ein Grundwassertier und gilt als auf diesen Lebensraum spezialisierte und kaum in anderen limnischen Lebensräumen vorkommende Art, sie gehört also zu den Stygobionta. Seltener wird er aber auch aus dem Lückensystem unterhalb von Oberflächengewässern, dem sog. hyporheischen Interstitial, angegeben. Da alle verwandten Arten, einschließlich des zweiten Vertreters der Gattung, im Meer leben, wird angenommen, dass die Vorfahren der Art vermutlich auf direktem Wege von marinen Lebensräumen hierhin vorgedrungen sind, vermutlich über die Sandlückenfauna der Küsten. Er bewegt sich durch ciliäres Gleiten in den engen, wassergefüllten Hohlräumen zwischen den Körnern der Bodenmatrix. Die Ernährung ist nicht erforscht, vermutlich ernährt er sich, wie die verwandten Arten von Bakterien und Detritus.

## Verbreitung
Die Art wurde von ihrem Erstbeschreiber Théodore Delachaux im Jahr 1919 entdeckt in der Grotte du Ver, einer Höhle an der Areuse-Schlucht im Kanton Neuenburg, Schweiz. Später wurde sie in großen Teilen Europas gefunden, darunter in Frankreich, Deutschland, Österreich, Polen, Ungarn, Rumänien und im italienischen Trentino. Die Art kommt nördlich bis Finnland und, im Arlberggebiet in Österreich, in Meereshöhen bis zu 2000 Meter vor. In Deutschland gilt sie als weit verbreitet, wird aber nur selten gefunden.
Überraschenderweise wurden Tiere, die morphologisch nicht zu unterscheiden sind, im Jahr 1996 auch in den Rocky Mountains von Colorado, USA, gefunden. Hier vermuten einige Bearbeiter möglicherweise eine morphologisch nicht unterscheidbare Kryptospezies. Da eine Fernverbreitung der Art extrem unwahrscheinlich erscheint, wäre ein Vorkommen auf zwei Kontinenten ein Hinweis auf ihr sehr hohes Alter.

## Systematik und Phylogenie
Die Art gehört als einziger limnischer Vertreter zur Familie Nerillidae, einer Gruppe vor allem in marinen Sedimenten verbreiteter Anneliden. Nächstverwandt zur Gattung Troglochaetus ist vermutlich die Gattung Nerillidium. Tatsächlich wurde eine vorher dieser Gattung zugeordnete marine Art aufgrund der Untersuchung als Troglochaetus simplex in die davor monotypische Gattung transferiert.
Die Nerillidae bilden mit einigen ähnlich kleinen, polychäten Ringelwürmern mit einfachem Körperbau eine Gruppe, die als „Archiannelida“ bezeichnet wird. Es galt als beinahe sicher, dass es sich bei diesen „Urringelwürmern“ tatsächlich um eine Gruppe zwergwüchsiger, möglicherweise neotenischer Arten mit sekundär vereinfachtem Körperbau handelt, möglicherweise bedingt durch den Lebensraum im Lückensystem, der nur wenig Platz bietet. Unerwarteterweise erwiesen sich dann aber die meisten von ihnen in einer Analyse tatsächlich als möglicherweise nahe miteinander verwandte Klade.
Anders als die Wenigborster oder Oligochaeta sind die Polychäten im Süßwasser selten. Insgesamt sind hier weniger als 100 Arten bekannt, darunter nur 9 im Grundwasser lebende. Keine der anderen Grundwasserarten kommt in Europa vor. 